# 小野当岑
小野 当岑（おの の まさみね、生没年不詳）は、平安時代前期の貴族。官位は従五位下・鋳銭司長官。

## 経歴
清和朝末の貞観18年（876年）大極殿で火災があった際、廃朝することおよび群臣が政に従うことの是非について、明経博士・文章博士らに議論が命じられた際、当岑は大学博士・善淵永貞らと共に、中国の故事に基づき災害の際には憂戚の意を表すために3日間慟哭することから紫宸殿で政を行うべきでないこと、災害の際には天皇が群臣を率いて慟哭するのであるから群臣が政に従うのは当然である旨を言上している（この時の官位は直講正六位上）。
貞観19年（877年）正月に陽成天皇即位に伴う叙位にて従五位下に叙爵する。同年2月に平子内親王が薨去した際、天皇は傍系親族の喪に服さないが、上皇（清和上皇。平子内親王は叔母にあたる）が傍系親族の喪に服すべきか明らかでなかったため明経博士に議論が命じられた際、当岑は大学博士・善淵永貞らと共に、『礼記』『五経正義』を基に、上皇が喪に服さずとも礼意に背くことはない旨を言上した。さらに同年4月には夜間に日食が発生したため、廃務（忌日に朝廷が政務を停止すること）を行うことの是非について、明経博士・文章博士・明法博士に議論が命じられた際、当岑は大学博士・善淵永貞らと共に、経書においては日食や月食は昼夜関係なく国家の大忌であるとして、廃務すべき旨を言上している（この時の官職は勘解由次官兼直講）
元慶2年（878年）山城国愛宕郡小野郷から左京職に貫附され、仁和2年（886年）正月周防守、次いで2月に鋳銭司長官を兼ねた。

## 官歴
『日本三代実録』による。
- 時期不詳：正六位上
- 貞観18年（876年） 4月11日：直講
- 貞観19年（877年） 正月3日：従五位下。4月1日：見勘解由次官兼直講
- 元慶2年（878年） 12月25日：山城国愛宕郡小野郷から左京職に移貫
- 仁和2年（886年） 正月16日：周防守。2月21日：鋳銭司長官、周防守如元